# براين بليسد
براين بليسد (بالإنجليزية: Brian Blessed)‏ مواليد 9 أكتوبر 1936 في إنجلترا، هو ممثل إنجليزي بدأ مسيرته الفنية عام 1962.

## الأعمال
- حرب النجوم الجزء الأول: تهديد الشبح

## وصلات خارجية
- براين بليسد على موقع IMDb (الإنجليزية)
- براين بليسد على موقع روتن توميتوز (الإنجليزية)
- براين بليسد على موقع ألو سيني (الفرنسية)
- براين بليسد على موقع ميوزك برينز (الإنجليزية)
- براين بليسد على موقع تيرنر كلاسيك موفيز (الإنجليزية)
- براين بليسد على موقع أول موفي (الإنجليزية)
- براين بليسد على موقع قاعدة بيانات الأفلام السويدية (السويدية)
- براين بليسد على موقع إن إن دي بي (الإنجليزية)
- براين بليسد على موقع ديسكوغز (الإنجليزية)
- براين بليسد على موقع قاعدة بيانات الفيلم (الإنجليزية)